# Kata del karate
Il kata (型?), nel karate, è un esercizio individuale o a squadre che rappresenta un combattimento reale contro più avversari immaginari.

## Caratteristiche
La parola Kata nella lingua giapponese in antichità assumeva il significato di simbolo per enfatizzarne il contenuto spirituale, in seguito assunse il significato più semplice di forma: infatti il Kata è un succedersi di tecniche di parata e attacco prestabilite contro più avversari immaginari e forme. Nell'esecuzione dell'esercizio riveste grande importanza proprio la qualità formale delle singole tecniche, delle posizioni e degli spostamenti.
Non ci si deve però fermare all'aspetto estetico: il Kata è un vero combattimento, seppur codificato, quindi deve esprimere efficacia, sia dal punto di vista tecnico che strategico.
Per i praticanti rappresenta l'essenza dell'arte marziale perché racchiude in sé sia lo studio delle tecniche fondamentali (Kihon) che il ritmo e la tattica del combattimento (Kumite): è perciò basilare per progredire nella ricerca della Via (Dō).
E, dal punto di vista strettamente tecnico, si può ben dire che studiare i Kata è studiare il Karate nella sua completezza, senza quelle limitazioni poste dal Karate agonistico: in questo senso, si può affermare con certezza che non soltanto nei Kata risiede tutto il Karate, ma che le caratteristiche di ogni singolo stile possono essere comprese appieno soltanto dallo studio dei Kata propri dello stile medesimo.
Non si deve tuttavia commettere l'errore di interpretare questo assunto nel senso che uno stile è tanto più completo quanto più elevato è il numero dei Kata che in esso si praticano: "Ciò che conta non è il numero di Kata presenti in uno stile, ma che in questi Kata siano rappresentati gli elementi distintivi e caratterizzanti dello stile medesimo".
L'esercizio del Kata non si pratica solo nelle discipline marziali, ma in tutte quelle arti orientali che abbiano come fine il Dō: ju-dō (via della cedevolezza), ken-dō (via della spada), kyu-dō (via del tiro con l'arco), aiki-dō (unire l'energia), ma anche sho-dō (calligrafia), ka-dō (composizione floreale) e sa-dō (cerimonia del tè).
In tutte queste discipline ci si propone di fondere, attraverso la respirazione, le componenti fisica e mentale eseguendo una predeterminata sequenza di gesti per raggiungere una più elevata condizione spirituale.
Ogni Kata è composto da una serie di movimenti che ne costituiscono la caratteristica evidente, ma presenta altri elementi che sfuggono alla comprensione più immediata: i maestri che li hanno creati hanno spesso volutamente mascherato il significato di alcuni passaggi per evitare che altri se ne impadronissero.
Per esempio i Kata vennero mimetizzati in danze innocue, nel periodo in cui ad Okinawa vigeva la proibizione di praticare le arti marziali.
Vi sono dei punti che caratterizzano l'esecuzione di un Kata nel karate. Ogni Kata inizia e finisce col saluto (rei).
L'inchino testimonia un mutato atteggiamento mentale dell'esecutore, che da quel momento esprime tutta la sua forza interiore.
Tale stato di massima attenzione (zanshin) si evidenzia in particolare al momento del saluto e del Kiai (grido).
Tutte le tecniche devono essere sostenute dal corretto uso della respirazione e della contrazione addominale (Kime) che, in due particolari momenti esplodono nel kiai. Dimenticare il grido o eseguirlo fuori tempo è indice di emotività, ed è un errore.
I Kata si sviluppano su di un tracciato determinato (embusen); se spostamenti e cambi di direzione vengono eseguiti correttamente, il punto di arrivo del Kata corrisponde a quello di partenza.
Ogni karateka deve individuare un tokui kata (forma preferita), scelto in funzione dell'obiettivo da raggiungere: esame, gara o miglioramento tecnico.
Il tokui Kata deve quindi cambiare nel tempo per le diverse fasi di evoluzione del praticante.

## I dieci elementi del kata
1. Yio no kishin è lo stato di concentrazione tipico di chi si sente attaccato.
2. Inyo è l'attacco e la difesa.
3. Chikara no kiojaku è il grado di forza da impiegare in ogni momento del kata.
4. Waza no kankyu è il grado di velocità da usare in ogni tecnica.
5. Taino shin shoku è la contrazione ed espansione dei muscoli del corpo.
6. Kokyu è la respirazione, sempre in sintonia con i movimenti.
7. Tyakugan è il significato che deve avere ogni tecnica nel kata, per fare ciò, occorre visualizzare mentalmente un avversario.
8. Kiai è un urlo causato dalla contrazione della parete addominale; serve per migliorare l'espirazione in un momento di particolare necessità di potenza nel kata.
9. Keitai no hoji è la corretta posizione da eseguire in ogni movimento; rispettando le posizioni è possibile ritornare al punto di partenza una volta terminato il kata.
10. Zanshin è lo stato mentale di guardia da tenersi anche al termine del kata: dallo stato di Ioi, allo stato di Yame.

## Elenco dei kata divisi per i vari stili

### Shorin-Ryu
- Kata Pinan (o Kata Heian)
  1. Pinan Shodan
  2. Pinan Nidan
  3. Pinan Sandan
  4. Pinan Yondan
  5. Pinan Godan

  - Ananko
  - Bassai-dai (o Passai-dai)
  - Bassai-sho (o Passai-sho)
  - Chinti
  - Chintō
  - Gojushiho
  - Ishimine-passai
  - Jiin
  - Jion
  - Jitte
  - Kushanku-dai
  - Kushanku-sho
  - Matsumura-passai
  - Naihanchi Nidan (o Naifanchi Nidan)
  - Naihanchi Shodan (o Naifanchi Shodan)
  - Naihanchi Sandan (o Naifanchi Sandan)
  - Niseishi (o Niseshi)
  - Rohai Nidan
  - Rohai Shodan
  - Rohai Sandan
  - Sesan
  - Sochin
  - Tomari-passai
  - Unsū
  - Wakan
  - Wanchu (o Wanshu)

### Wado - Ryu
Il primo Kata in questo stile, in realtà, è il Kihon Kata, mentre Nidan (secondo livello) e Shodan (primo livello) sono invertiti per facilitarne l'apprendimento.
- Kata di base (Kata Pinan)
  1. Pinan Nidan
  2. Pinan Shodan
  3. Pinan Sandan
  4. Pinan Yondan
  5. Pinan Godan
- Kata superiori
  1. Kushanku
  2. Naihanchi
  3. Seishan
  4. Chintō
  5. Jitte
  6. Jion
  7. Niseishi
  8. Bassai
  9. Wanchu
  10. Rohai

### Shotokan-Ryu
Lo stile Shotokan attinge dalla tradizione dello Shuri - Te, conservando e codificando 26 Kata (escludendo 3 Kata "preliminari" considerati propedeutici). Quindici di questi, considerati la base dello stile, derivano dalle modifiche apportate a scopo didattico dal Maestro Yasutsune "Anko" Itosu, allievo del leggendario Sokon "Busho" Matsumura e a sua volta maestro di Gichin Funakoshi; si tratta, pertanto, di Kata rielaborati nei quali sono certamente visibili le connessioni con i Kata originari dello Shuri - Te, ma che tuttavia risultano profondamente diversi da questi ultimi, rappresentandone delle "stilizzazioni" didattiche successive e funzionali all'addestramento di allievi in età scolare.
I quindici Kata rielaborati dal Maestro Itosu e ripresi dal Maestro Funakoshi sono: i cinque Heian (creati da Itosu con l'originaria dizione "Pin-An" e derivati dai Kata Kanku); i tre Tekki (derivati dal Kata Naifanchi, andato perduto); Bassai-dai; Kanku-dai; Jion; Jitte; Enpi; Hangetsu; Gankaku.
Questi Kata vengono talvolta definiti fondamentali (Heian e Tekki) e Sentei (i principali). Altri preferiscono classificare Sentei gli stessi Kata con l'aggiunta di Bassai-sho e Kanku-sho, eliminando Gankaku (che non è andato soggetto al processo di "stilizzazione" sopra citato), portando così i Kata di base dello stile a sedici.
Tra i Kata di specializzazione alcuni preferiscono considerare come una tipologia separata i Kata Chinte, Meikyo e Wankan. Questi vengono talvolta classificati come hara no kata.
I Kata tradizionali derivano da due tipologie stilistiche originarie, non inquadrabili in veri e propri stili:
Shōrin-ryū e Shōrei ryū, l'uno caratterizzato da maggior agilità e velocità di spostamento, quindi più adatto ai combattimenti a lunga distanza, l'altro basato su tecniche potenti e posizioni stabili e quindi più adatto ai combattimenti ravvicinati.
Una ipotesi accreditata è che i termini si riferiscano alle scuole dello Shaolin del nord e del sud, che in momenti diversi hanno fatto risentire la propria influenza sulle isole di Okinawa, culla del karate.
La seguente classificazione va presa con relativa flessibilità.
- Kata preliminari
  1. Ten no kata - Kata del cielo
  2. Taikyoku Shodan - Forte polo n. 1 (Shorin)
  3. Taikyoku Nidan - Forte polo n. 2 (Shorin)
  4. Taikyoku Sandan - Forte polo n. 3 (Shorin)
- Kata Heian (Kata Pinan o Kata Heian)
  1. Heian Shodan - Mente pacifica n. 1 (Shorin)
  2. Heian Nidan - Mente pacifica n. 2 (Shorin)
  3. Heian Sandan - Mente pacifica n. 3 (Shorin)
  4. Heian Yondan - Mente pacifica n. 4 (Shorin)
  5. Heian Godan - Mente pacifica n. 5 (Shorin)
- Kata Tekki
  1. Tekki Shodan - Cavaliere di ferro n. 1 (Shorei)
  2. Tekki Nidan - Cavaliere di ferro n. 2 (Shorei)
  3. Tekki Sandan - Cavaliere di ferro n. 3 (Shorei)
- Kata Sentei
  1. Bassai-dai - Assalto alla fortezza (Shorin)
  2. Kanku-dai - Scrutare il cielo' oppure 'Sguardo al grande sole (Shorin)
  3. Jitte - Dieci mani (Shorei)
  4. Hangetsu - Mezza luna (Shorei)
  5. Empi - Volo di rondine (Shorin)
  6. Gankaku - Gru sulla roccia (Shorin)
  7. Jion - Amore di Budda e riconoscenza (Shorei)
- Kata superiori
  1. Bassai-sho - Penetrare la fortezza (Shorin)
  2. Kanku-sho - Scrutare il cielo (Shorin)
  3. Sochin - Forza e calma (Shorei)
  4. Unsu - Mani di nuvola (Shorin)
  5. Nijushiho - Ventiquattro passi (Shorei)
  6. Gojushiho-sho - Cinquantaquattro passi (Shorei)
  7. Gojushiho-dai - Cinquantaquattro passi (Shorei)
  8. Jiin - Tempio dell'amore di Budda (Shorei)
  9. Chinte - Mano straordinaria (Shorei)
  10. Meikyo - Specchio luminoso (Shorei)
  11. Wankan - Corona di Re (Shorei)

### Shito-Ryu
Tra gli stili più diffusi, lo Shito-Ryu è certamente quello che annovera il maggior numero di Kata; ciò è determinato dal fatto che il fondatore dello stile, il Maestro Kenwa Mabuni, era considerato in Okinawa un autentico esperto ed un profondo conoscitore dei Kata tradizionali, tanto che alla sua consulenza in materia, in caso di dubbi, ricorrevano spesso persino maestri di altissimo profilo come Chojun Miyagi e Gichin Funakoshi.
- Kata di base (Kata Pinan o Kata Heian)
  1. Pinan Shodan - Pace e tranquillità, 1º grado
  2. Pinan Nidan - Pace e tranquillità, 2º grado
  3. Pinan Sandan - Pace e tranquillità, 3º grado
  4. Pinan Yondan - Pace e tranquillità, 4º grado
  5. Pinan Godan - Pace e tranquillità, 5º grado
- Kata superiori
  - Annan (o Anan, o Hannan) - Pace del sud
  - Annan-dai - Variante di Annan
  - Annanko - Luce del sud
  - Aoyagi - Salice piangente
  - Bassai-dai - Sfondare o distruggere una fortezza del nemico, forma lunga
  - Bassai-sho - Sfondare o distruggere una fortezza del nemico, forma breve
  - Chatanyara Kushanku
  - Chinte - Tecniche non comuni
  - Chintei
  - Chintō - Gru sulla roccia
  - Gekisai Nidan
  - Gekisai Shodan
  - Gojushiho
  - Heiku - tigre nera
  - Ishimine-bassai - Sfondare o distruggere una fortezza del nemico, forma del Maestro Ishimine
  - Jiin - Tempio dell'amore di Budda o Amore per la verità
  - Jion (Shito-Ryu): Il Kata Jion è uno dei Kata che viene insegnato appena acquisita la cintura nera. Il significato letterale di questo Kata è: Al tempio di budda. È un Kata che è composto da movimenti piuttosto lenti.
  - Jitte - Mano di Budda
  - Juroku - Sedici
  - Kosokun-dai - Sguardo al cielo, o saluto al sole, forma lunga
  - Kosokun-sho - Sguardo al cielo, o saluto al sole, forma breve
  - Kururunfa - diciassette posizioni
  - Matsukase - Vento tra i pini
  - Matsumura-Bassai - Sfondare o distruggere una fortezza del nemico, forma del Maestro Matsumura
  - Matsumura-Rohai - Visione dell'airone bianco, forma del Maestro Matsumura
  - Myojo - Pianeta Venere
  - Naihanchi Nidan (o Naifanchi Nidan)
  - Naihanchi Shodan (Shito-Ryu) (o Naifanchi Shodan) viene usato per acquisire la cintura marrone nell'Itosu kai. È un Kata che si sviluppa in un'unica direzione. Esso è composto prevalentemente da difese. Tra queste troviamo il kagetsuki.
  - Naihanchi Sandan (o Naifanchi Sandan)
  - Nipaipo - Ventotto passi
  - Niseishi (o Niseshi) - Ventiquattro spostamenti
  - Oyadomari bassai
  - Pachu - Le spire del drago danzante
  - Paiku - Tigre bianca
  - Papuren - Otto passi allo stesso tempo
  - Rohai Nidan - Visione della gru 2
  - Rohai Sandan - Visione della gru 3
  - Rohai Shodan - Visione della gru 1
  - Saifa - Annientamento totale
  - Sanchin - Tre battaglie
  - Sanseiru - Trentasei
  - Seienchin - La quiete dentro la tempesta
  - Seipai - Cinquantaquattro passi
  - Sesan - 13 mani
  - Shiho-kosokun
  - Shinpa
  - Shisochin
  - Sochin - La grande calma
  - Suparinpei - Centootto passi
  - Tensho - Mani fluttuanti
  - Tomari-bassai - Sfondare o distruggere una fortezza del nemico, forma della città di Tomari
  - Unshu - Mani nella nuvola o mani come nuvole
  - Wankan - Pino nel vento
  - Wanchu (o Wanshu) - Volo di rondine
  - Tomari no Rohai - La visione della gru, versione di Tomari

### Goju-Ryu
La definizione Goju-Ryu (GoJu: duro-morbido, Ryu: scuola o stile) fu coniata per la prima volta dal Maestro Chōjun Miyagi nel corso di una delle esibizioni di Karate al Dai Nippon Butoku Kai di Kyoto.
Prima di allora, lo stile di Naha-te fondato dal Maestro Kanryo Higaonna (o Higashionna, secondo una diversa lettura) non aveva un suo nome specifico. 
Il Kata di base, e quello che sia Miyagi che Higaonna consideravano il più importante e quello da eseguire sempre almeno una volta al giorno, quale che fosse il livello del praticante, è il Sanchin; il più complesso è Suparinpei, un Kata di rara bellezza e di altissimo grado di difficoltà adatto soltanto ai praticanti più esperti ed elevati in grado.
Chojun Miyagi creò i primi quattro dei sei Kata Taikyoku (gli altri due li creò Gōgen Yamaguchi), creò i due Kata Gekisai e rielaborò moltissimo due Kata di origine cinese e da questi creò i Kata Sanchin e Tensho. Tutti gli altri Kata sono di derivazione cinese e sono stati leggermente modificati da Miyagi e Yamaguchi.
Ecco la lista degli attuali Kata del GoJu-Ryu:
Taikyoku kata (Kata di base)
- 1. Taikyoku Jodan - "Primo corso alto"
- 2. Taikyoku Chudan - "Primo corso medio"
- 3. Taikyoku Gedan (o Taikyoku Gedan Ichi) - "Primo corso basso (uno)"
- 4. Taikyoku Gedan Ni - "Primo corso basso due"
- 5. Taikyoku Kake uke - "Primo corso parata a gancio"
- 6. Taikyoku Mawashi uke - "Primo corso parata circolare"

Fukyu kata (Kata intermedi)
- 1. Gekisai Dai Ichi - "Distruggere numero 1"
- 2. Gekisai Dai Ni - "Distruggere numero 2"
- 3. Sanchin - "3 battaglie"
- 4. Tensho - "Palmi rotanti"

Kaishuu kata (Kata superiori)
- 1. Saifa - "Annientamento totale"
- 2. Seienchin (o Seiyunchin) - "La quiete dentro la tempesta"
- 3. Sanseru (o Sanseiru) - "36 mani"
- 4. Sepai (o Seipai) - "18 mani"
- 5. Shisochin - "Quattro monaci tranquilli"
- 6. Sesan (o Seisan) - "13 mani"
- 7. Kururunfa - "Opporsi alle onde"
- 8. Suparinpei (o Suparimpei) - "108 mani"

### Uechi-Ryu
Lo Uechi-Ryu, altrimenti detto Pangai Noon, è lo stile fondato dal Maestro Kanbun Uechi al ritorno da 15 anni trascorsi in Cina, nella stessa zona in cui si era perfezionato qualche decennio prima il padre di quello che divenne successivamente il Goju-Ryu: il Maestro Kanryo Higaonna di Naha.
Esistono infatti diverse similitudini tra il primo Goju-Ryu e lo Uechi-Ryu, che sono stili molto duri e caratterizzati da metodologie di allenamento al limite dell'autolesionismo. Lo stile conta soltanto tre Kata originari: Kanbun Uechi sosteneva di non avere avuto il tempo di imparare il quarto, Suparinpei, dal momento che in "soli" 15 anni di permanenza in Cina non aveva avuto che il tempo appena sufficiente ad approfondire i primi tre!
Del resto, in ambito Goju-Ryu, sia Kanryo Higaonna che il suo allievo e successore Chojun Miyagi sostenevano che per imparare compiutamente il Kata di base Sanchin e poter quindi passare all'apprendimento del Kata successivo occorressero, ad un allievo con grandi capacità di applicazione, non meno di tre anni.
I tre Kata insegnati da Kanbun Uechi sono:
- Sanchin- "tre battaglie"
- Sanseryu
- Sesan

Il figlio Kanei Uechi inserì successivamente altri tre Kata:
- Kanchin
- Kanshiwa
- Seryu

In seguito, Saburo e Deiki Uehara aggiunsero rispettivamente:
- Kanshu
- Sechin

### Kyokushin
Tra i Kata di base del Kyokushin sono presenti due particolari sottogruppi: gli otto kata "Ura" e i tre kata "Sokugi". Pur ricalcando i kata da cui prendono il nome, i primi sono caratterizzati da movimenti intorno all'asse del piede anteriore in concomitanza dei passi in avanti, provando così ancor più l'equilibrio del praticante; i secondi sostituiscono ai movimenti di braccia dei calci, volgendosi così a un miglioramento di questo fondamentale.
- Kata di base
  - Taikyoku Sono Ichi
  - Taikyoku Sono Ni
  - Taikyoku Sono San
  - Pinan Sono Ichi
  - Pinan Sono Ni
  - Pinan Sono San
  - Pinan Sono Yon
  - Pinan Sono Go
  - Taikyoku Sono Ichi Ura
  - Taikyoku Sono Ni Ura
  - Taikyoku Sono San Ura
  - Pinan Sono Ichi Ura
  - Pinan Sono Ni Ura
  - Pinan Sono San Ura
  - Pinan Sono Yon Ura
  - Pinan Sono Go Ura
  - Sokugi Taikyoku Sono Ichi
  - Sokugi Taikyoku Sono Ni
  - Sokugi Taikyoku Sono San

- Kata Superiori
  - Sanchin No Kata
  - Tsuki No Kata
  - Gekisai Dai
  - Yantsu
  - Saifa
  - Gekisai Sho
  - Tensho
  - Seienchin
  - Garyu
  - Seipai
  - Kanku
  - Sushiho

### Sankukai
- Kata di base
  - Taikyoku Shodan
  - Taikyoku Nidan
  - Taikyoku Sandan
  - Heiwa Shodan
  - Heiwa Nidan
  - Heiwa Sandan
  - Heiwa Yondan
  - Heiwa Godan

- Kata Superiori
  - Hiji no kata
  - Shinsei
  - Jiin
  - Bassai-dai
  - Annanko
  - Matsukaze
  - Kosokundai
  - Seienchin
  - Sanchin
  - Hyakuhachi
  - Seipa
  - Tajima
  - Tensho
  - Goju yon
  - Saifa
  - Ten ryu no kata

### Ryūei-ryū
- Niseishi (ニセーシー?) (Ventiquattro)
- Sanseru (Trentasei)
- Seisan (セーサン?)(Tredici)
- Pachu (パーチュー?) (Sfera rotante)
- Heiku (ヘイクー?) (Tigre Nera)
- Paiku (パイクー?) (Tigre Bianca)
- Anan (Pace del sud)

### Ko ai ryu Karate
È una scuola di Bujutsu (arti marziali giapponesi e di Okinawa). Quindi si insegnano le arti marziali giapponesi in senso stretto, cioè il Nihon / Nippon Bujutsu, che comprende il Taijutsu / Nippon Jujutsu (tecniche a mano nuda) e Bukijutsu (uso di armi di vario genere); e anche quelle di Okinawa (Okinawa Bujutsu): Karate e Kobujutsu (kobudo)/ Bukijutsu. Infatti si apprendono (per chi vuole studiare espressamente il Karate) i principali kata e i relativi bunkai (applicazioni pratiche dei Kata per la difesa personale) che si praticano nello stile Uechi ryu, e Choki Motobu ryu Kenpo Karate, cioè gli stili considerati tra i più efficaci (oltre ai Kata di base dello Shorin ryu e Kyokushinkai, al Suparimpei (del Goju ryu), kata che il fondatore dello Uechi ryu avrebbe voluto imparare in Cina, ma che non ebbe il tempo di apprendere).
I Kata sono:
- 6 kihon Kata dello Shorin ryu, il Kata shirokuma del Choki Motobu ryu, e i 3 Kata di calci di base del Kyokushinkai (per il 6º kyu, cintura rossa o bianca);
- Sanchin (versione Goju e Uechi ryu per il 5º kyu, cintura arancione);
- Naihanchi (Motobu ryu) Shodan (e facoltativamente i 5 Kata Pinan / Heinan e i 2 Gekisai dai per il 4º kyu, cintura gialla);
- Naihanchi / Tekki Nidan (versione Shotokan) e Sandan (per il 3º kyu, cintura verde)
- Bassai dai (per il 2º kyu, cintura blu);
- Kanshaku o Kanchu dai (per il 1º kyu, cintura viola o marrone);
- Seisan (versione Uechi ryu per la cintura nera 1º Dan) e devono essere praticati e appresi anche i kihon / Hojo undo dello Uechi ryu, Choki Motobu Ryu, Yoseikan e kickboxing;
- Bassai sho e Kanchu sho, i kihon del taekwondo / tangsoodo, in maniera facoltativa, per ciò che riguarda le tecniche di calcio (per 2º Dan);
- I 12 kihon kumite di Choki Motobu (per 3º Dan);
- Sanseiru (versione Uechi ryu per 4º Dan);
- Suparimpei (versione Goju ryu) e tutti i Kata di Kobudo della WJJKO (per 5º Dan).